# Guidobald II della Rovere
Guidobaldo II Della Rovere (Urbino, 2 d'abril del 1514 – Pesaro. 28 de setembre del 1574) va ser un condottiero del Renaixement italià, duc d'Urbino. Fill d'Eleonora Gonzaga della Rovere, va succeir al seu pare Francesco Maria I della Rovere el 1538 al ducat d'Urbino.

## Biografia
El 1532, Francesco Maria I della Rovere estava a Venècia per a la revista dels exèrcits que prestaven servei a la república veneciana i havia deixat mentrestant al seu fill al govern de l'estat. Més tard, Guidobaldo, a l'edat de vint anys, es va enamorar d'una filla bellíssima de Giordano Orsini di Monterotondo, però va ser obligat pel pare a deixar-la i es va casar posteriorment amb Giulia Varano de la família Varano, senyors de Camerino.
La república de Venècia, agraïda als serveis prestats pel pare Francisco María, li ofereix el 1546 el comandament dels exèrcits vènets, amb el títol de governador.
El 18 de febrer del 1547 va morir Giulia Varano, amb només vint-i-tres anys, i un any després es va casar amb Victòria Farnese el 26 de gener del1548.
Va tenir, més tard, el govern de Fano, i el grau de capità general de l'Església i prefecte de Roma.
A l'abril del 1559 es va comprometre amb el rei d'Espanya. Després de casar a una de les seves filles amb Bernardo Sanseverino va ajudar a aquest en la guerra contra els turcs. Urbino es va rebel·lar al no poder suportar els impostos amb els quals va carregar al poble i l'u de gener del 1573 va esclatar la revolta que ell va sufocar durament a sang i foc.
Va emmalaltir greument durant un viatge a Pesaro i a Ferrara, morint el 28 de setembre del 1574 i deixant quatre fills: Virgínia, nascuda del primer matrimoni Giulia Varano; Francisco María II; Isabel, casada amb Niccolò Berardino Sanseverino, comte de Tricarico; i Lavinia, casada amb el marquès del Vast, fruit del segon matrimoni amb Victòria Farnese.
En la seva cort va destacar el músic flamenc Leonardo Meldert.

## Descendència
Guidobaldo i Giulia Varano van tenir una filla:
- Virgínia della Rovere (1544-1571), que es va casar amb Federico Borromeo, duc de Camerino, príncep d'Oria i comte d'Arona;

Guidobaldo i Victòria Farnese van tenir tres fills:
- Isabella della Rovere (1554-1619), que es va casar amb Niccolò Bernardino Sanseverino, comte de Tricarico.
- Francisco María II della Rovere (1549-1631), duc d'Urbino, que es va casar amb Lucrècia d'Este, princesa de Mòdena i en segones núpcies amb Livia della Rovere;
- Lavinia della Rovere (1558-1632), que es va casar amb Alfonso Felice d'Avalos, príncep de Francavilla.

## Condecoracions i honors
Seria el segon Guidobaldo després de Guidobaldo I de Montefeltro a ocupar el Ducat d'Urbino i el VII duc d'Urbino a la història d'aquest ducat comptant amb el breu període de Cèsar Borja (1502-1504), duc Valentino, que va ocupar i va ostentar aquest títol i el període de Llorenç II de Mèdici (1516-1519) que el Papa Lleó X va arrabassar a Francesco I della Rovere i que després va tornar a les mans d'aquest últim. Veure Ducat d'Urbino. Segons altres autors no consideren ni a Cèsar Borja ni a Llorenç II de Mèdici i seria el V duc d'Urbino.
Nomenat cavaller del Toisó d'Or en 1559.

## La Venus de Urbino

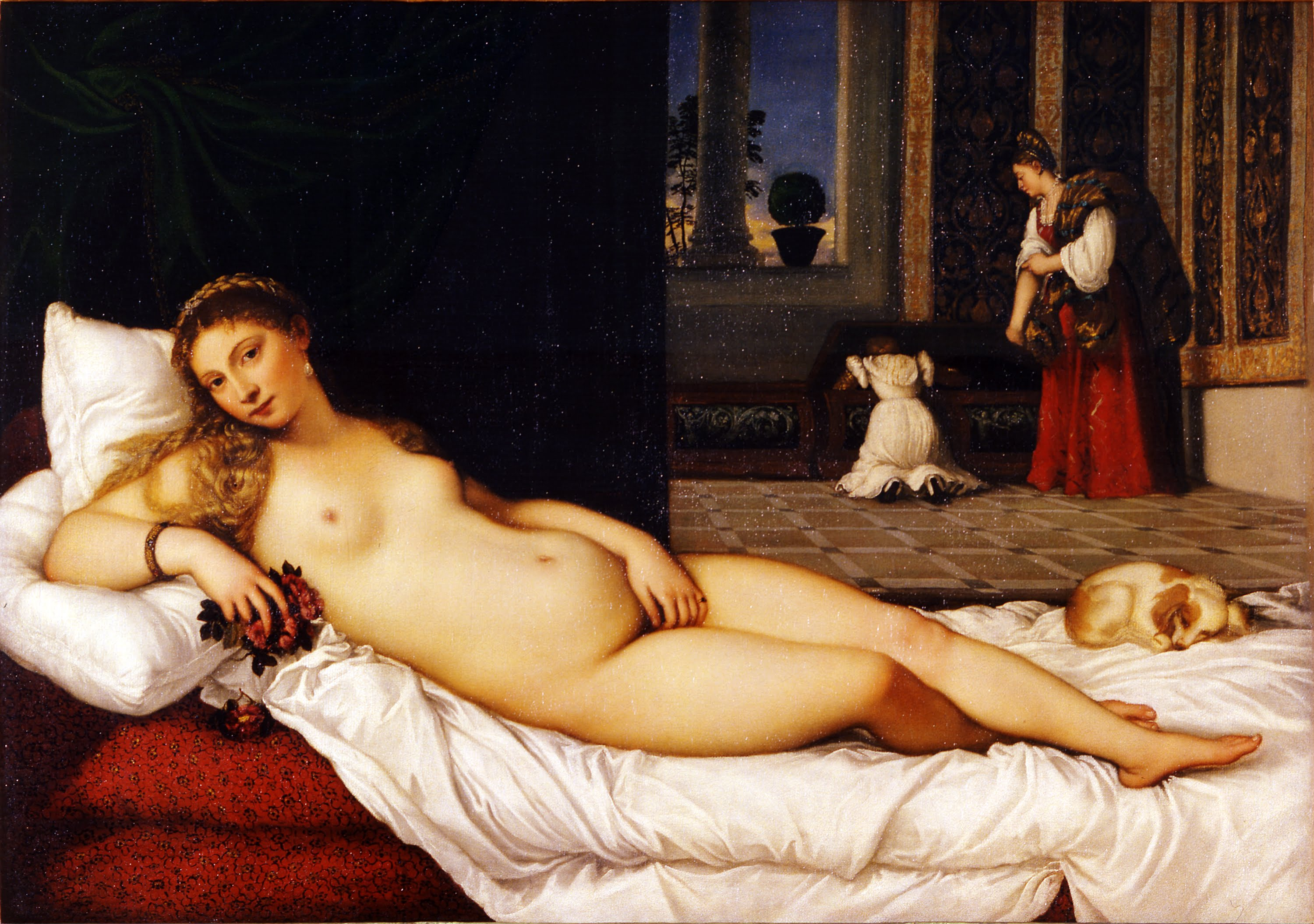
Venus d'Urbino.Tiziano, 1538.O/L 165x119. Galeria Uffizi, Florència.

"L'home que estimava d'igual manera a les dones i a la pintura" comptant l'edat d'uns vint anys, sent duc de Camerino, va acudir a l'estudi de Ticià a Venècia per a fer-se retratar (quadre avui desaparegut), i es va quedar corprès de la "dona nua" de Ticià, després nomenada per Giorgio Vasari com la Venus d'Urbino, però al no comptar en el moment amb suficient liquiditat per a adquirir-lo, va mantenir una intensa correspondència amb l'ambaixador d'Urbino a Venècia per a intentar convèncer a Ticià infructuosament per a adquirir-lo ajornant el pagament. El retrat va arribar a la cort d'Urbino però no la Venus que va haver d'esperar fins a aconseguir el poder.
En els inicis del segle XVII, la branca della Rovere s'extingia per mancar de descendents masculins, per això el Papa Urbà VIII va voler recuperar aquestes possessions que en realitat havien estat cedides temporalment com un vicariat primer als Montefeltro i després als della Rovere. En general les possessions personals de la família com les col·leccions d'art, excepció de la famosa biblioteca de Federico de Montefeltro avui a la Biblioteca Apostòlica Vaticana, van passar a la família Mèdicis pel matrimoni entre Victòria della Rovere i el Gran Duc Ferran II de Mèdici i d'allí el 1736 a la Galeria dels Uffizi on es troba en l'actualitat. També no sols les col·leccions de pintura sinó la ceràmica maiólica de Pesaro i Urbino que es troben en l'actualitat en el museu del Bargello.

## Iconografia
- Guidobaldo II Della Rovere amb armadura llombarda de Angelo Bronzino. Palacio Pitti, Florència. En l'angle superior dret.